# Spiralisme
 (juillet 2024).
Si vous disposez d'ouvrages ou d'articles de référence ou si vous connaissez des sites web de qualité traitant du thème abordé ici, merci de compléter l'article en donnant les références utiles à sa vérifiabilité et en les liant à la section « Notes et références ».
Le spiralisme est un courant littéraire qui a émergé en Haïti dans les années 1960 qui a été particulièrement actif dans les années 1970 et 1980,s’inspirant de la théorie scientifique et du concept philosophique de la spirale. C'est un mouvement littéraire qui est caractérisé par son approche innovante et expérimentale de l'écriture, qui remet en question les conventions littéraires traditionnelles. Il a été introduit par le romancier haïtien René Philoctète, dans son roman intitulé Le Peuple des terres mêlées et publié en 1982.

## Dénomination

Triple-Spiral-Labyrinth-animated-3

Frank Étienne a choisi le terme spiralisme, dérivé du mot spirale, qui symbolise l'idée d'un retour cyclique, d'une continuité et d'un développement permanent. L'œuvre spirale caractérise l'anxiété universelle dans sa hantise générale. Le mouvement se démarque par sa volonté de rompre avec les normes littéraires traditionnelles et de proposer une nouvelle approche de l'écriture.
Il s’agit d’une invention qui ne plagie rien d'autre que la vie, la spirale en mouvement. Ce mouvement littéraire inédit, sans manifeste ni règles à suivre, repose sur une forme nouvelle, une forme sans définition fixée par avance.

## Enjeux
Le spiralisme est, à cause des circonstances politiques, une expression locale d'une résistance par l'esthétique. C'est une rébellion contre toute tentative d'enfermement, une folie revendiquée quand la dégradation des conditions de prise de parole prend le nom de normalité. En même temps, le spiralisme dépasse le mouvement insulaire, puisqu'il participe aux questions universelles, à savoir comment peut-on raconter adéquatement la violence subie.
Les principaux problème fondamentaux sont : essayer de capter une réalité, transmettre cette réalité, tout en gardant les lignes de force, de manière que ce réel transmis sur le plan littéraire ne soit pas une chose figée, une chose morte. C'est là le miracle de l'art : essayer de capter le réel sans le tuer. Capter : c'est saisir, c'est immobiliser. Il s'agit d'appréhender sans étouffer.
L'œuvre spirale est constamment en mouvement. C'est ce qui explique en partie cette suite de ruptures dans le développement du texte.  D'ailleurs, il n'est nullement nécessaire de construire l'œuvre à partir d'un sujet précis. Écrire devient dès lors une véritable aventure, celle d'un récit multipolaire où chaque mot, jouant le rôle de déclic, est susceptible de se transformer en noyau prêt à se désagréger pour donner naissance à d'autres entités verbales. En ce sens, la spirale est fondamentalement une œuvre ouverte, jamais achevée. La spirale est une tentative de saisir le réel dans la diversité de ses aspects.
En effet, le spiralisme traduit une révolution dans la forme d’écriture traditionnelle. Elle n’accepte pas de plagiat, c’est un renouveau dans la littérature moderne.

## Objectifs
Les objectifs du mouvement spiraliste étaient de dénoncer le régime dictatorial, de critiquer les inégalités sociales et économiques, et de promouvoir le changement social. Les écrivains et artistes spiralistes utilisaient souvent des éléments surréalistes, symboliques et allégoriques pour exprimer leurs idées et leurs émotions, et ils s'efforçaient de capturer l'essence de la réalité haïtienne tout en la transcendant.
Le spiralisme vise une esthétique littéraire spécifique et sa valeur est mesurée explicitement dans la pratique littéraire. Mais sans aucune sorte de manifeste. Et ce n'est pas un hasard si les trois fondateurs et producteurs du spiralisme, qui sont Philoctète, Frank Étienne et Fignole, soient restés sur l'île d'Haïti malgré la dictature des Duvalier et qu'en conséquence, ils aient subi un tel isolement.
Certains écrivains majeurs associés au mouvement spiraliste incluent René Philoctète, Jean-Claude Fignolé, Frank Étienne et Joël Des Rosiers. Leurs œuvres ont été marquées par une approche novatrice de la narration, un langage poétique et souvent provocateur, ainsi qu'une préoccupation profonde pour l'histoire et l'identité haïtiennes.
Selon Frank Étienne : la spirale représente un genre nouveau qui permet de traduire les palpitations du monde moderne.
L'écriture spiraliste se présente comme étant une chance de démocratiser la littérature. Pour nous, il ne s'agit guère d'inventer, ni de créer (l'écrivain ne peut pas se substituer à Dieu), mais d'agencer librement des éléments du langage en vue de la constitution du texte. Dans une telle perspective, ce procédé s'avère largement démocratique.
Parmi les auteurs les plus importants du mouvement spiraliste, on retrouve des noms tels que René Philoctète, Frank Étienne, Jean-Claude Fignolé, Lyonel Trouillot et bien d'autres. Leurs œuvres ont souvent été marquées par un fort engagement social, une critique de l'oppression et une quête d'identité nationale.

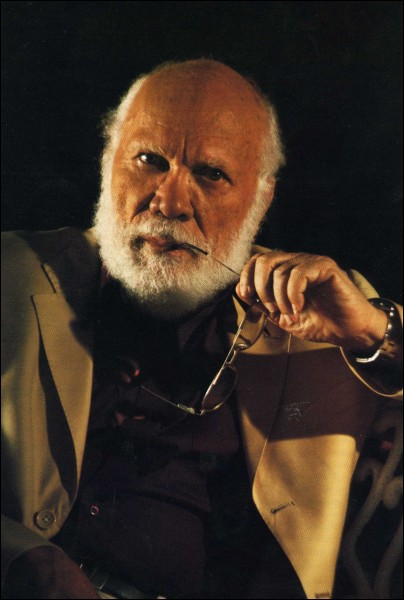
Franketienne
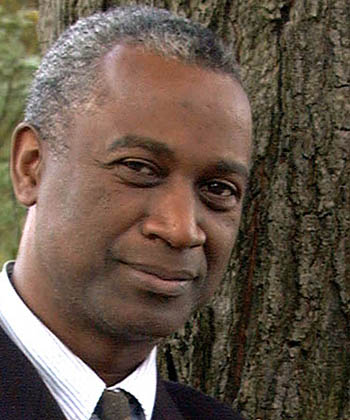
Joël Des Rosiers
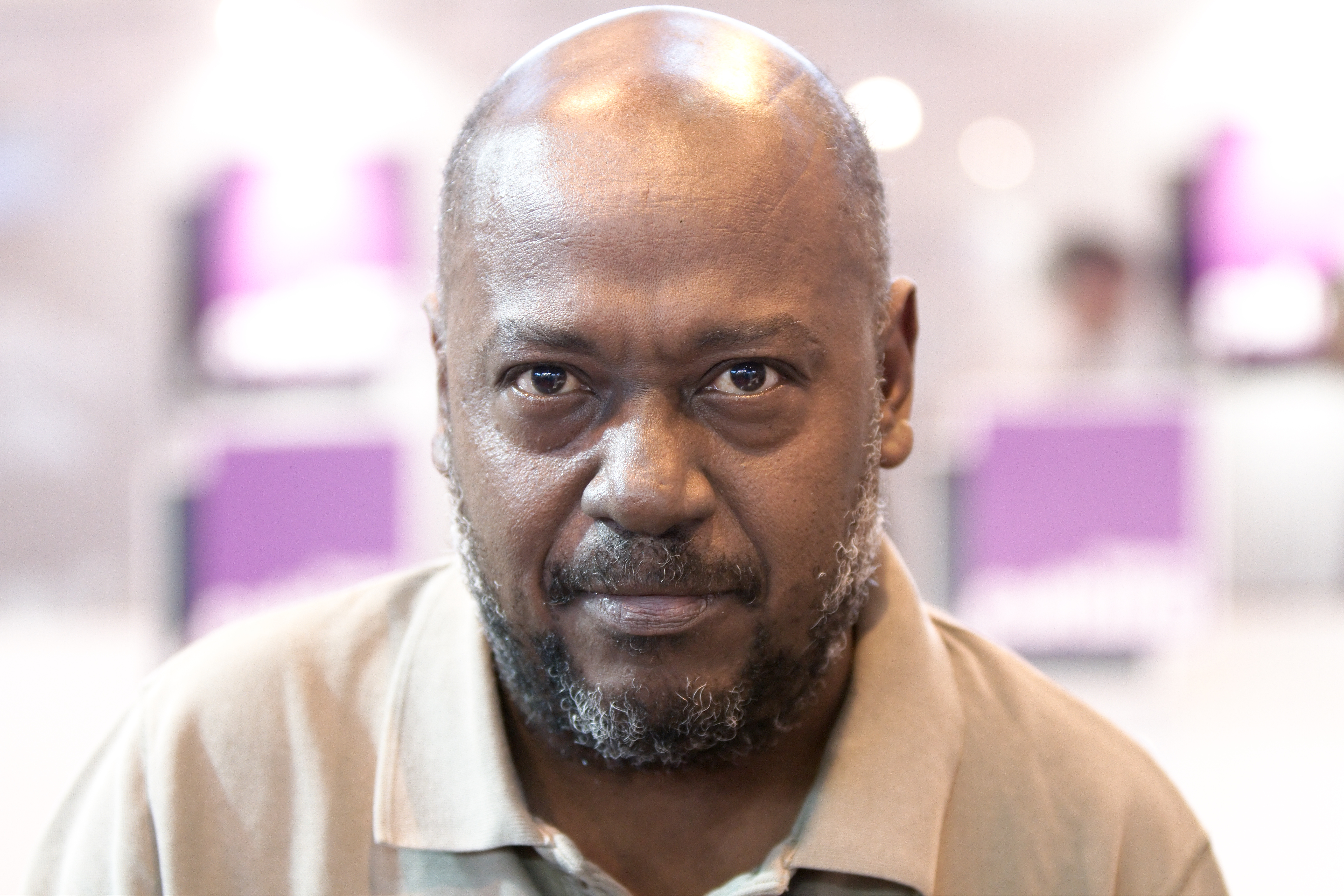
Lyonel Trouillot

## Points clés du spiralisme:
Inspiration de la spirale:
Le mouvement tire son nom de la forme de la spirale, symbolisant la complexité, l'évolution et le retour sur soi, ainsi que l'interaction entre l'individuel et le collectif.
Remise en question des normes littéraires:
Les spiralistes rejettent les structures narratives classiques et les conventions stylistiques, explorant de nouvelles formes d'expression artistique.
Expérimentation et liberté créative:
Le spiralisme encourage l'expérimentation linguistique, narrative et formelle, offrant une grande liberté à l'auteur et au lecteur.
Engagement social et politique:
Le mouvement émerge dans un contexte politique tendu en Haïti, et le spiralisme est souvent considéré comme une forme de résistance face à l'oppression et à la censure.
Multiplicité des voix et des perspectives:
Le spiralisme valorise la diversité des voix narratives et des points de vue, reflétant la complexité de la réalité haïtienne et humaine.
Frankétienne comme figure centrale:
Frankétienne est considéré comme le principal instigateur du spiralisme, et son œuvre est un exemple phare de ce mouvement.
En résumé, le spiralisme est un mouvement littéraire haïtien qui a marqué la littérature par son approche expérimentale et sa volonté de repousser les limites de l'écriture, tout en étant ancré dans la réalité sociale et politique de son époque

## Critique
Le spiralisme,est un mouvement littéraire et artistique qui a également fait l'objet de critiques. Ces critiques portent notamment sur l'absence de manifeste formel, la difficulté d'accès à son esthétique, et la tension entre son ambition universelle et son ancrage haïtien.
Critiques principales:
- Absence de manifeste:  Le spiralisme, bien que clairement défini dans la pratique, n'a jamais eu de manifeste formel définissant ses règles et principes. Cette absence peut rendre difficile l'accès et la compréhension du mouvement pour ceux qui ne sont pas familiers avec son corpus d'œuvres.
- Difficulté d'accès:  L'écriture spiraliste, avec ses ruptures, sa polyphonie, et son mélange des genres, peut être perçue comme hermétique et déroutante pour le lecteur non averti. Certains critiques notent que le spiralisme peut sembler fragmenté et chaotique, ce qui peut rebuter.
- Tension entre universalisme et enracinement:  Le spiralisme, bien que revendiquant une portée universelle, est profondément enraciné dans la réalité haïtienne. Certains critiques se demandent si cette tension entre l'universel et le local est pleinement résolue, et si le spiralisme parvient réellement à toucher un public au-delà des cercles haïtiens et des connaisseurs.
- Questionnement de la forme:  L'approche spiraliste, qui met l'accent sur le mouvement et la transformation, remet en question les formes littéraires traditionnelles. Cette remise en question peut être perçue comme une force, mais aussi comme un risque de fragmentation et de perte de lisibilité.
- Interprétation de la "spirale":  Le concept de spirale, central dans le mouvement, peut être sujet à différentes interprétations, et certains critiques estiment qu'il n'est pas toujours clairement défini dans la pratique.

En résumé, le spiralisme est un mouvement complexe et riche, qui a suscité des débats et des critiques, mais qui a également marqué durablement la littérature haïtienne et caribéenne par son approche novatrice et son engagement. 

## Traits
- Les principaux traits du spiralisme incluent: Expérimentation linguistique: Les écrivains spiralistes explorent et jouent avec la langue, utilisant des néologismes, des jeux de mots, et des expressions populaires haïtiennes pour créer un langage riche et vivant.

- Engagement social: Les œuvres spiralistes abordent souvent des thèmes sociaux et politiques, tels que la pauvreté, l'injustice et la condition du peuple haïtien. Les écrivains cherchent à dénoncer les problèmes de la société haïtienne et à exprimer leur engagement envers le changement.
- Mélange des genres: Les écrivains du Spiralisme ne se limitent pas à un seul genre littéraire. Ils explorent les possibilités de la prose, de la poésie, du théâtre et de la narration pour exprimer leurs idées et leurs émotions.
- Recherche esthétique: Le mouvement accorde une grande importance à la recherche de nouvelles formes esthétiques et à l'expérimentation littéraire. L'objectif est de créer des œuvres originales et novatrices.

Qu'il s'agisse de poésie, de roman, de théâtre ou d'autres formes d'écriture, la littérature haïtienne a toujours été un moyen important pour les Haïtiens d'exprimer leur histoire, leur culture et leurs aspirations. Elle a également joué un rôle essentiel dans la préservation et la transmission de l'identité haïtienne à travers les générations, dans le développement de la littérature haïtienne contemporaine en offrant une voix nouvelle et originale aux écrivains haïtiens, tout en contribuant à l'enrichissement du patrimoine littéraire de la nation. Il continue d'influencer et d'inspirer de nombreux auteurs haïtiens et étrangers à ce jour.
Le mouvement spiraliste mérite d’être connu par tous. Ce billet ne saurait cerner tous les aspects du spiraliste voire de cerner tous les fondateurs de ce mouvement. Je vous invite à approfondir vos connaissances sur ce mouvement et de lire les œuvres publiés par ces auteurs.